# Луненбергский оперный театр
Оперный театр Луненберга — здание, внесенное в список Всемирного наследия ЮНЕСКО, в Луненберге, Новая Шотландия, Канада. В 1907 году земля, необходимая для строительства оперного театра, была куплена Ложей Восходящего Солнца Международного Ордена Odd Fellows у C.E. Каулбаха за 3560 долларов, и в том же году началось строительство оперного театра. Строительство было завершено в 1908 году, и в следующем году здание открылось. Оперный театр работал как концертный зал водевиля и действующий театр до 1940-х годов, когда он был преобразован в кинотеатр Capitol Theater.
Капитол-театр работал до 1970-х годов, а в середине 1970-х здание было куплено Джеком Шерифом, бывшим профессором английского языка в Университете Акадии и давним популяризатором искусства в Новой Шотландии.  После смерти Шерифа Общество Фолк-Харбор в сотрудничестве с другими организациями Луненберга начало кампанию по покупке, восстановлению и эксплуатации здания.
Однако реставрация Луненбергского оперного театра началась в 2006 году, когда его приобрел бизнесмен Фарли Блэкман. Последовавшая за этим десятилетняя реконструкция обновила крышу, окна, двери, изоляцию, сиденья и многое другое, добавленное к исторической структуре. Блэкман купил театр после слухов о том, что его могут превратить в многоквартирный дом с уличными магазинами, торгующими футболками. В статье в местной газете «Lighthouse Now» он сказал: «Я думал, что это здание нужно использовать по его первоначальному назначению. Оно будет служить искусству — искусству ради искусства. Это возможность для людей познавать, не путешествуя по миру. Пусть весь мир придёт в Луненберг».
В 2019 году театр был приобретен Lunenburg Folk Harbour Society при финансовой помощи Фонда семьи Форди. Оперный театр Луненберга официально вновь открылся 5 октября 2019 года, и Общество Луненберг Фолк-Харбор планирует использовать здание в качестве центра искусств, места проведения Фестиваля Lunenburg Folk Harbour Festival, а также открыть помещение для аренды другими группами.